# Kdissert

Kdissert es un programa libre —su licencia es GPL— de KDE para hacer mapas mentales.
Permite generar documentos bien organizados según la información y la estructura del mapa mental. Entre el tipo de documento que puede crear se encuentran:
- Páginas web html
- Artículos, libros y presentaciones Latex (*.tex)
- Textos y presentaciones en formato OpenDocument (de OpenOffice.org y Koffice)
- Texto plano (*.txt)
- Imágenes del mapa

- Datos: Q3510705
- Multimedia: Kdissert / Q3510705